# Ilja Baumeier

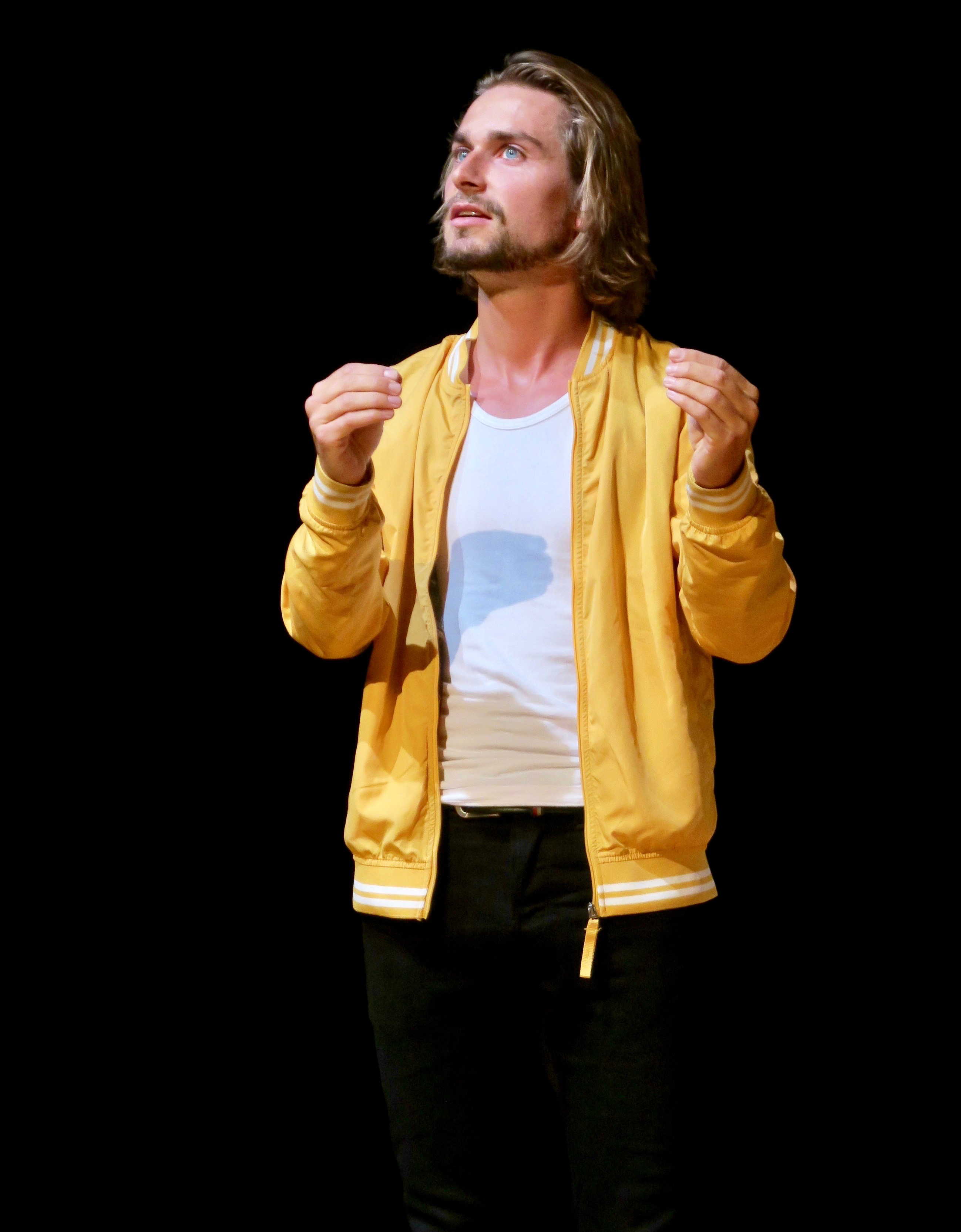
Ilja Baumeier als Werther (2019)

Ilja Baumeier (* 10. November 1991 in Basel) ist ein deutsch-schweizerischer Film- und Theaterschauspieler.

## Leben
Ilja Baumeier wuchs in Arlesheim bei Basel auf. Er besuchte eine Rudolf-Steiner-Schule und absolvierte 2011 seinen Zivildienst. Im Anschluss an seine vierjährige Schauspielausbildung an der Freiburger Schauspielschule im E-Werk bis 2016, spielte er u. a. in So ist es am Theater im Marienbad,  und die Uraufführungen von Michelle Steinbecks Das Schweigen des Nepomuk und der zerbrochene Spiegel im neuestheater.ch in Dornach (Regie Jonas Darvas).
Mit dem 2018 gegründeten Künstlerkollektiv Flex Colectivo startete im Herbst 2019 die erste Produktion Werther nach Goethe (Regie: Kaija Ledergerber), ein prämiertes Jubiläumsprojekt der Stiftung Denk an mich. Nach der Premiere im September 2019 im neuestheater.ch in Dornach, folgte eine Tournee mit diesem Stück in der Spielzeit 2019/20.
Baumeier ist in diversen Spielfilmen und Serien zu sehen, darunter u. a. unter der Regie von Güzin Kar in der 2. Staffel der vom SRF produzierten Fernsehserie Seitentriebe in der durchgehenden Rolle Marius, unter der Regie von Greg Zglinski in der SRF-Produktion Dynastie Knie die Hauptrolle Fredy Knie Junior und 2021 unter der Regie von Michael Steiner in der SRF-Serie Die Beschatter die Episodenrolle Gabriel Hannes Balmer. Des Weiteren spielte er im Jahr 2023 unter der Regie von Karola Meeder im ZDF-Fernsehfilm Frühstück bei Tessa die Hauptrolle Bruce Stone.
Außerdem ist Baumeier als Sprecher u. a. bei Jingle Jungle Studios in Zürich und für den Schweizer Rundfunk in Hörspielproduktionen tätig und Mitglied der Vereinigung professioneller Sprecherinnen und Sprecher Schweiz (VPS).
2021 folgte sein Regiedebüt bei der Webserie 2059, welche im gleichen Jahr vom SRF distribuiert wurde.
Seit 2020 ist Baumeier auch als Produzent aktiv. Er war sowohl als Produzent, Co-Regisseur als auch als Schauspieler am Kurzspielfilm Justus beteiligt, der im Jahr 2023 den Mejor Corto Internacional Award beim Festival de Cine Premios Lorca in Granada gewann. 2022 erhielt Baumeier für seine Rolle im Kurzspielfilm "Abhauen", bei dem er auch als Drehbuchautor, Co-Regisseur und Produzent wirkte, den Best Actor Award beim NORGS International Independent Festival im Iran. Im Jahr 2024 wurde Baumeier für seinen Kurzspielfilm Seis años, tres meses y doce días, bei dem er Regie führte, das Drehbuch schrieb und die Produktion übernahm, mit dem Best Silver Award beim Navarra International Film Festival ausgezeichnet.
Im Jahr 2016 erhielt er die Auszeichnung des schweizerischen Portals zur Nachwuchsförderung Junge Talente Schweiz.
Baumeier ist mit der Schauspielerin Xenia Georgia Assenza verheiratet.

## Filmografie (Auswahl)
- 2011: Alain Clark feat. Caroline Chevin (Musikvideo), Regie: Simon Steuri
- 2017: Weekend-Tide (Kurzspielfilm)[22]
- 2017: Jackpot Episodenfilm (Solothurner Filmtage), Regie: Katalin Gödrös
- 2019: Seitentriebe (SRF-Serie, Staffel 2, Episode 1–7), Regie: Güzin Kar/Cosima Frei[23]
- 2019: Dynastie Knie  (SRF-Serie), Hauptrolle, Regie: Greg Zglinski[24]
- 2020: WaPo Bodensee (Fernsehserie, Episodenrolle) Regie: Franziska M. Hoenisch[25]
- 2021: Schwarz oder Weiss[26] (Kurzspielfilm)
- 2022: Die Beschatter[27](SRF-Serie, Episodenrolle) Regie: Michael Steiner
- 2022: Abhauen[28] (Kurzspielfilm)
- 2023: Swing (Kinofilm)[29]
- 2023: Justus[30] (Kurzspielfilm)
- 2023: September Babies[31] (Kinofilm, Hauptrolle)
- 2024: Rosamunde Pilcher: Frühstück bei Tessa[10] (Fernsehreihe, ZDF) Hauptrolle, Regie: Karola Meeder
- 2024: Seis años tres meses y doce dias[32] (Kurzspielfilm)
- 2025: Unsere kleine Botschaft (SRF-Serie, Episodenrolle) Regie: Johannes Schröder, Johannes Bachmann
- 2025: Hotel Excelsior (Kino, Hauptrolle) Regie: Talkhon Hamzavi[33]

## Theater (Auswahl)
- 2012: Herakles Burning
- 2014: Das Kaffeehaus
- 2015: Drei Mal Leben
- 2015: Eine Stille für Frau Schirakesch
- 2015: Wir haben kalte Haut
- 2016: Verlorene Liebesmüh
- 2016: Romeo und Julia
- 2017/2018: Die Odyssee
- 2017–2020: Gretchen 89 ff.
- 2018–2019: So Ist Es von Lisa Danulat, Uraufführung
- 2019/2020: WERTHER nach Goethe, Uraufführung, Regie: Kaija Ledergerber
- 2019/2020: Der Zerbrochenen Spiegel von Michelle Steinbeck, Uraufführung
- 2019/2020: Das Schweigen des Nepomuk von Michelle Steinbeck, Uraufführung
- 2021: Die fahrende Brücke von Noëmi Steffen, Uraufführung[34]
- 2024: Zünder von Patrick Tschan, Uraufführung, Regie: Georg Darvas

## Hörspiele (Auswahl)
- 2019: Martin Salander – sechsteiliges Hörspiel SRF[35]
- 2020: Zwanzig auf Selsky – Hörspiel SRF[36]
- 2020: Spitzeltanz – Hörspiel SRF[37]
- 2021: Eurotrash von Christian Kracht – Heimkehr zum Ngorongorokrater – Hörspiel SWR[38]
- 2021: Radio Tatort – Der letzte Trychler – Hörspiel SRF/ARD[39]
- 2021: Cibelius – Hörspiel SRF[40]
- 2022: Hunkeler in der Wildnis – Hörspiel SRF[41]
- 2024: Grauen: Der Freund (Folge 41) – Hörspiel SRF[42]
- 2024: Grauen: Zimmer 803 (Folge 43) – Hörspiel SRF[43]